# 赤い爪あと
『赤い爪あと』（あかいつめあと）は菊川近子の漫画作品。

## 概要
雑誌『週刊マーガレット』（集英社）に1979年37号から1980年6号まで、21回にわたり連載された、怪奇漫画。
昔から怪奇漫画と少女マンガの読者層は重なる部分が多く、ひばり書房などの怪奇漫画も多くが少女漫画風な作風で十代の少女を対象にしており、現在も怪奇漫画専門誌は多くが女性読者を主な読者層としている。
しかし本作は、当時の王道的な少女漫画誌である週刊マーガレットに、これまた可憐な菊川近子の絵で掲載されて、ホラーに免疫のない多くの女性読者の目に触れた作品である。しかもそのB級ホラー感覚に溢れた物語と、醜悪な吸血怪物（ベースは当時流行していた口裂け女）と無残な被害者の死体などの残酷描写は現在のホラー漫画と比べても遜色のない内容であり、その救いのない結末と合わせて、未だに語り草となっている。

## あらすじ
長施第一中学校に通う村岡郁子は、ある夜自宅で醜悪な吸血怪人に襲われる。何とか郁子は難を逃れるが、怪物は女生徒・島野を殺害し、郁子の両親をも惨殺する。孤児となった郁子は富山の親戚の家に行く事にするが、親友の佐和が吸血鬼となり、彼女の両親の血を啜っているところを目撃する。警官を殺害して執拗に追ってくる佐和を振り切り、郁子は彼女に思いを寄せる同級生の男子・三崎に助けを求める。二人は佐和と対決し、佐和は自動車にはねられて死亡する。
しかし佐和から、彼女を吸血鬼にしていた宇宙アメーバーが離れると、今度は三崎が寄生されて吸血鬼と化す。三崎は彼に言い寄る小坂美幸や、三崎の両親、生徒会長の遠藤、同級生の中川、須田先生を餌食にして、入院する郁子に迫るが、警察に追い詰められて墜落死する。
しかし宇宙アメーバーは三崎から通りがかりの少女・泰子の飼い猫・ベルに寄生すると、泰子を殺害した後、ついに郁子に寄生する。郁子は同級生の吉枝や護衛の警官と刑事を殺害。
そして魚津市立第一中学校・2-1に転校した郁子は、吸血鬼となって西本を始め同級生たちを次々と殺害していく。その頃、隕石型カプセルに乗って新たな宇宙アメーバー達が、次々と魚津市近辺へ飛来してくるのだった……。

## 主要登場人物
村岡郁子
本作の主人公。長施第一中学校の2年E組。佐和に取りついた吸血アメ－バーに目を付けられ、執念深い襲撃を受ける羽目になり、ついに睡眠時のスキをつかれて寄生されてしまう。
早瀬佐和
郁子の親友で、長い黒髪の美少女。最初に宇宙アメーバーに寄生されて自我を失ってしまう。後は肉体の主導権を奪った宇宙アメ－バーが佐和に成りすまし、吸血鬼として人間を狩り始める。そうした自分の状態を「確かに私は佐和よ。でもあなたの知っている佐和じゃない」と郁子に語っていた。
三崎
郁子の同級生の男子。クラス委員。郁子に想いを寄せるが、それを打ち明ける間もなく、佐和の次に宇宙アメーバーに寄生される。
島野洋子
郁子の隣のクラスの生徒。佐和の最初の犠牲者となり、体育用具室の飛び箱の中に遺棄される。
小坂美幸
ミスC組。三崎に思いを寄せていたが、その為に三崎の最初の犠牲者となり、便所の個室に遺棄される。
遠藤
生徒会長。男子。三崎に殺害され、花壇に埋められる。
中川
通称・中ちゃん。E組の女生徒で、ごみ捨てに行ったところを三崎に襲われ、血を吸われた上に生きたまま焼却炉で焼かれる。
須田先生
2-Eの担任の若い女教師。三崎に殺害される。
吉枝
2-Eの女生徒。スケッチブックを持ち歩く、読書好きな三つ編みの少女。郁子に殺害され、学校の給水槽に遺棄される。
西本恵美
魚津市立第一中学校・2-1の女生徒。転校した郁子の最初の犠牲者となる。

## コミックスサブタイトル
1. 迫りくる恐怖の巻
2. 宇宙アメーバーの恐怖の巻